# Хаггард, Тед Артур
Тед Артур Хаггард (англ. Ted Arthur Haggard; 27 июня 1956, Йорктаун, Mount Pleasant Township, Делавэр, Индиана, США) — бывший американский евангелический проповедник, основатель и бывший старший пастор церкви «Новая Жизнь» (г. Колорадо-Спрингс, штат Колорадо), основатель «Ассоциации животворных церквей», бывший лидер и духовный наставник 30-миллионной «Национальной ассоциации евангелистов» с 2003 по ноябрь 2006.

### Биография
В ноябре 2006 он ушел или был отстранен со всех своих должностей после обвинений в однополом сексе и употреблении наркотиков. Обвинения выдвинул бывший эскорт Майк Джонс. Сначала Хаггард отрицал даже своё знакомство с Джонсом, но в ходе журналистского расследования признал сначала покупку метамфетамина, а потом и «половую аморальность».
5 ноября 2006 во время службы в церкви «Новая Жизнь» было зачитано его письмо, в котором он назвал себя «обманщиком и лжецом» и попросил прощения у прихожан.
6 февраля 2007 Тим Ральф, наблюдавший за Хаггардом, заявил, что Хаггард «полностью гетеросексуален». Позже Тим Ральф смягчил это заявление, сказав, что терапия «дала Теду средства для принятия своей гетеросексуальной стороны».
23 января 2009 коллеги Теда Хаггарда, взявшие управление церковью в свои руки после его ухода с поста, огласили информацию, согласно которой он имел сексуальные отношения с ещё одним молодым человеком.

### Спор с Ричардом Докинзом
В начале 2006 профессор Докинз взял интервью у Хаггарда для английского документального телефильма «Корень всех зол?». В ходе интервью, Докинз говорил с Хаггардом о противоречиях между накопленными наукой знаниями и буквальной интерпретацией Библии (в особенности, части, касающейся создания мира). В ответ Хаггард заявил, что «полностью принимает научный метод», но выводы о возрасте земли и об эволюции — это всего лишь «некоторые взгляды, разделяемые некоторыми частями научного сообщества».
Когда Докинз и его съемочная группа собирались уезжать, случился короткий конфликт на автостоянке. По словам Докинза, Хаггард приказал съемочной группе убираться со словами «вы назвали моих детей животными» и угрожал судебным преследованием и конфискацией камер. Позднее Докинз предположил, что Хаггарда разозлил сам факт упоминания эволюции.

### Взгляды на сексуальность
Хаггард осуждал гомосексуальное поведение. В фильме «Лагерь Иисуса» показано, как он говорит в ходе проповеди: «Ни к чему спорить, как нам относиться к гомосексуальному поведению. Это написано в Библии». Хаггард был против однополых браков, но поддерживал идею гражданских союзов для однополых пар. Хаггард даже посещал гей-бары и приглашал посетителей зайти на проповедь.